# Централізована бібліотечна система для дорослих міста Львова
Централізована бібліотечна система для дорослих міста Львова — мережа, яка складається із Центральної міської бібліотеки імені Лесі Українки та 22 бібліотек-філій для дорослих у Львові.

## Структура
| Бібліотека                                                 | Адреса               |
| ---------------------------------------------------------- | -------------------- |
| Львівська центральна міська бібліотека імені Лесі Українки | вул. Мулярська, 2а   |
| Бібліотека-філія № 5                                       | вул. Ш. Руставелі, 8 |
| Бібліотека-філія № 6 імені Олега Ольжича                   | вул. Городоцька, 139 |
| Бібліотека-філія № 17                                      | вул. Городоцька, 285 |
| Бібліотека-філія № 38                                      | вул. Ніщинського, 27 |
| Бібліотека-філія № 40                                      | вул. Зелена, 130     |
| Бібліотека-філія № 44                                      | вул. Петлюри, 43     |